# Museu de Arte Sacra de Grândola
O Museu de Arte Sacra de Grândola é uma unidade da Rede de Museus da Diocese de Beja. 
Foi fundado em 2010, por iniciativa do Departamento do Património Histórico e Artístico da Diocese de Beja, em parceria com a Paróquia de Nossa Senhora da Assunção, de Grândola, e o Município da mesma localidade. Está instalado na ermida de São Sebastião, em cujas imediações passa o Caminho de Santiago, utilizado pelos peregrinos que se dirigem a Compostela.
Abriu as portas ao público, em 2011, com a exposição Loci Iacobi - Lugares de Santiago, Lieux de Saint Jacques.

O seu acervo abrange esculturas, pinturas e espécimes de artes decorativas das paróquias e irmandades do concelho de Grândola.